# Station Nowy Sącz Biegonice
Station Nowy Sącz Biegonice is een spoorwegstation in de Poolse plaats Nowy Sącz.